# Provinz Santo Domingo de los Tsáchilas
Die Provinz Santo Domingo de los Tsáchilas (span. Provincia de Santo Domingo de los Tsáchilas) ist eine Provinz der Republik Ecuador. Ihre Hauptstadt ist Santo Domingo de los Colorados. Die Provinz hat ca. 490.000 Einwohner (Stand 2022). Namensgebend sind die Hauptstadt und das indigene Volk der Tsáchila, die auf Spanisch auch Colorados genannt werden.

## Geographie
Die Provinz befindet sich am Übergang zwischen dem Westhang der Anden und der Küstenregion Ecuadors im zentralen Nordwesten Ecuadors. Die Vegetation ist von tropischen Regenwäldern und ehemaligen tropischen Regenwaldgebieten bestimmt, die heute für Viehzucht, als Bananen- oder Ölpalmenplantagen genutzt werden.
Sie grenzt im Norden und Osten an die Provinz Pichincha, im Nordwesten an Esmeraldas, im Westen an Manabí, im Süden an Los Ríos und im Südosten an die Provinz Cotopaxi.

## Geschichte
Die Provinz wurde durch ein am 2. Oktober 2007 verabschiedetes und am 6. Oktober 2007 im Gesetzblatt veröffentlichtes Gesetz eingerichtet. Sie besteht aus dem zuvor zur Provinz Pichincha gehörenden Kanton Santo Domingo de los Colorados. Die Grenzen sind noch nicht vollständig festgelegt, da das Gebiet um die Siedlung La Concordia von Santo Domingo und der Provinz Esmeraldas beansprucht wird. Laut Provinzialisierungsgesetz soll ein vom Präsidenten einberufenes Referendum über die Zugehörigkeit des Gebietes entscheiden. La Concordia war Anfang November 2007 in einer umstrittenen Entscheidung vom Nationalkongress zum Kanton der Provinz Esmeraldas ernannt worden.
Der Kanton Santo Domingo de los Colorados war 1967 als westlichster Kanton der Provinz Pichincha eingerichtet worden.
Entwicklung der Einwohnerzahl der Provinz Santo Domingo de los Tsáchilas bei landesweiten Volkszählungen zum jeweiligen Gebietsstand:
| Jahr                    | Einwohner | +/-  |
| ----------------------- | --------- | ---- |
| 2010                    | 368.013   | –    |
| 2022                    | 492.969   | 34 % |
| Datenherkunft: Wikidata |           |      |

## Kantone

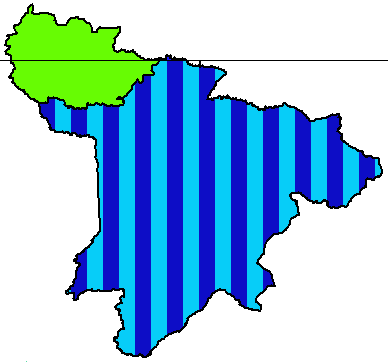
Lage der Kantone (Stand 2014): El Concordia (grün) und Santo Domingo de los Colorados (blau)

Die Provinz Santo Domingo de los Tsáchilas ist in zwei Kantone eingeteilt. Diese sind (in der Reihenfolge ihrer Einrichtung):
| Name          | Hauptort                       | Einwohner 2022 | Einwohner 2010 | Fläche [km²] | Bev.-Dichte [Ew./km²] | Gründung |
| ------------- | ------------------------------ | -------------- | -------------- | ------------ | --------------------- | -------- |
| Santo Domingo | Santo Domingo de los Colorados | 441.583        | 368.013        | 3.455        | 128                   | 1967     |
| La Concordia  | La Concordia                   | 51.386         | 42.924         | 324          | 158                   | 2007     |